# François en série
François en série est une série télévisée québécoise en 22 épisodes de 23 minutes créée par Jean-François Asselin, diffusée entre le 14 janvier 2006, et le 7 mai 2007 sur Séries+. Cette télésérie est inspirée du court-métrage Déformation personnelle, réalisé en 2002.

## Synopsis
Le jour de son premier rendez-vous avec Marie-Hélène, François voit se matérialiser devant lui, les différents aspects de sa personnalité, soit la Femme en lui, l'Homme en lui, l'Enfant en lui…

## Fiche technique
- Auteurs : Jean-François Asselin, Jacques Drolet, Sylvie Bouchard, Solange Collin et Pascal Lavoie
- Réalisateur : Jean-François Asselin
- Musique : Mathieu Vanasse
- Société de production : Locomotion Télévision

## Distribution
- Martin Laroche : François Ducharme
- Julie Le Breton : Marie-Hélène
- Anick Lemay : La Femme en lui
- Vincent Bolduc : Le Peureux en lui
- Patrice Bélanger : Le Drôle en lui
- Bobby Beshro : Le Faux en lui
- Paul Cagelet : L'Homme en lui
- Jacques Drolet : L'Homosexuel en lui (saison 1)
- David Savard : L'Orgueilleux en lui (saison 2)
- Raphaël Dury : L'Enfant en lui
- Maxime Tremblay : L'Artiste en lui
- Karen Elkin : Le contrôle en elle
- Linda Sorgini : Mireille
- Patrice Robitaille : Sylvain
- Catherine Trudeau : Maude
- Guy Nadon : Denis
- Lucie Laurier : Émilie
- Fanny Mallette : Marie-Jeanne

## Épisodes

### Première saison (2006)
1. C'est quoi être moi ?
2. C'est quoi être fou ?
3. C'est quoi être authentique ?
4. C'est quoi être intime ?
5. C'est quoi être amoureux ?
6. C'est quoi être un bon parti ?
7. C'est quoi être accro ?
8. C'est quoi être courageux ?
9. C'est quoi être heureux ?
10. C'est quoi être à sa place ?
11. C'est quoi être dominant ?
12. C'est quoi être engagé ?

### Deuxième saison (2007)
1. C'est quoi être en contrôle ?
2. C'est quoi être en couple ?
3. C'est quoi être coupable ?
4. C'est quoi être impuissant ?
5. C'est quoi être présent ?
6. C'est quoi être jaloux ?
7. C'est quoi être à la place de Marie-Hélène ?
8. C'est quoi être fini ?
9. C'est quoi être père ?
10. C'est quoi être prêt ?